# Кезерсберг-Віньобль
Кезерсберг-Віньобль (фр. Kaysersberg Vignoble) — муніципалітет у Франції, у регіоні Гранд-Ест, департамент Верхній Рейн. Кезерсберг-Віньобль утворено 1 січня 2016 року шляхом злиття муніципалітетів Кезерсберг, Кінцайм i Сігольсайм. Адміністративним центром муніципалітету є Кезерсберг. Населення — 4401 особа (01.01.2021).